# Bokermannohyla ravida
Bokermannohyla ravida es una especie de anfibios de la familia Hylidae. Es endémica de Brasil.
Sus hábitats naturales incluyen bosques tropicales o subtropicales secos, sabanas secas, zonas de arbustos y ríos. Está amenazada de extinción por la destrucción de su hábitat natural.